# 申性模
申性模（韓語：신성모，1891年10月20日—1960年5月29日），韓國政治人物，歷任內務部長、國防部長、代總理。
1891年生于庆尚南道宜宁郡。普成专科学校毕业后曾参加己未运动。1910年日韩并合，流亡海参崴。1913年先后毕业于上海吴淞商船学校、南京海运学院和英国海运大学，获得一级航海师资格。曾任英国轮船船长、印度商船会社顾问。
1945年8月日本二戰投降後，回到韩国，历任第一届大韩青年团团长，交通部（今國土海洋部）咨询委员等职。
1948年12月-1949年3月任内务部部長。1949年3月-1951年5月任国防部部長，1950年4至11月任韩国代理国务总理。1960年病故，终年68岁。最初安葬於慶尚南道宜寧郡龍德面，後遷葬於國立大田顯忠院。